# 무각사상근족충목
무각사상근족충목(無殼絲狀根足蟲目, Aconchulinida) 또는 아콘쿨리다목은 사족충문에 속하는 원생생물 목의 하나이다. 바깥 쪽은 뚜렷한 외배엽이고, 많은 액포를 갖고 있다. 핵이 하나이다. 크기는 약 10~400μm이다.

## 하위 분류
세계 해양생물종 등록소 분류
- 밤피넬라과 (Vampyrellidae)
  - Thalassomyxa
  -  ? Vampyrella

AlgaeBase 분류
- 파울리넬라과 (Paulinellideae)
  - 파울리넬라속 (Paulinella)